# Буллом
Булло́м (булом, болом, буллун, амампа, шербро, булем) — народ, проживающий на территории Сьерра-Леоне, на побережье Атлантического океана от Фритауна до Либерии, а также на острове Шербро (Громыко, 1986). Численность населения в Сьерра-Леоне приблизительно 195 тыс. человек на 2010 год. Язык — буллом, входящий в состав атлантической группы нигеро-кордофанской семьи (Сергеева, 1984. С. 10). 

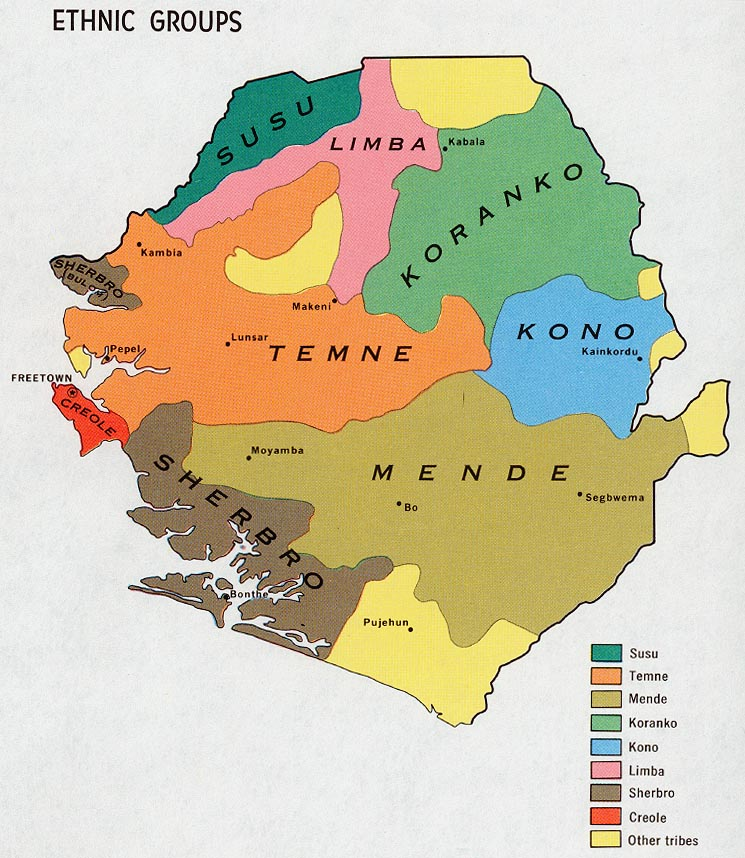
Этническая карта Сьерра-Леоне

## История
Буллом являлись одной из многочисленных этнических групп, проживающих в Сьерра-Леоне в доколониальный  период. Темне и менде подвергали их сильному влиянию. В доколониальный период буллом были созданы несколько вождеств, которые в XVI веке входили в конфедерацию Сапи.
Первые контакты с европейцами произошли в XV веке, когда португальские исследователи и поселенцы пришли в Сьерра-Леоне. В 1620 годах у англичан было значительное число агентов, обменивающих и приобретающих товары в стране Шербро. В XVIII веке на африканском рынке начала доминировать работорговля. Такеры и Колкеры стали ведущими работорговцами в регионе и значительно увеличили свою власть. Хаббардс, Такерс и Колкерс наняли народ менде во время их торгового развития, чтобы те искали рабов.  Европейское доминирование в обществе Шербро не уменьшилось с колониальным правлением Британцев, хотя вождества и начали подчиняться британскому правлению. В 1820 году Колкеры были вытеснены с Банановых островов, и их царство было перемещено британцами. До 1920 годов имели самоуправление и по-прежнему правили вожди (Jones, 1983).

## Занятия

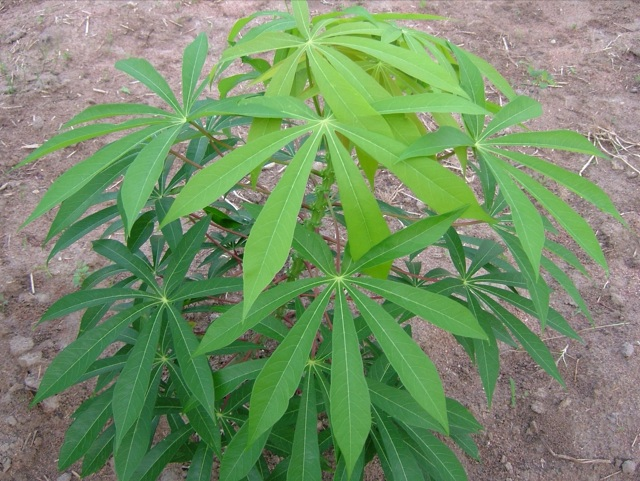
Листья маниока

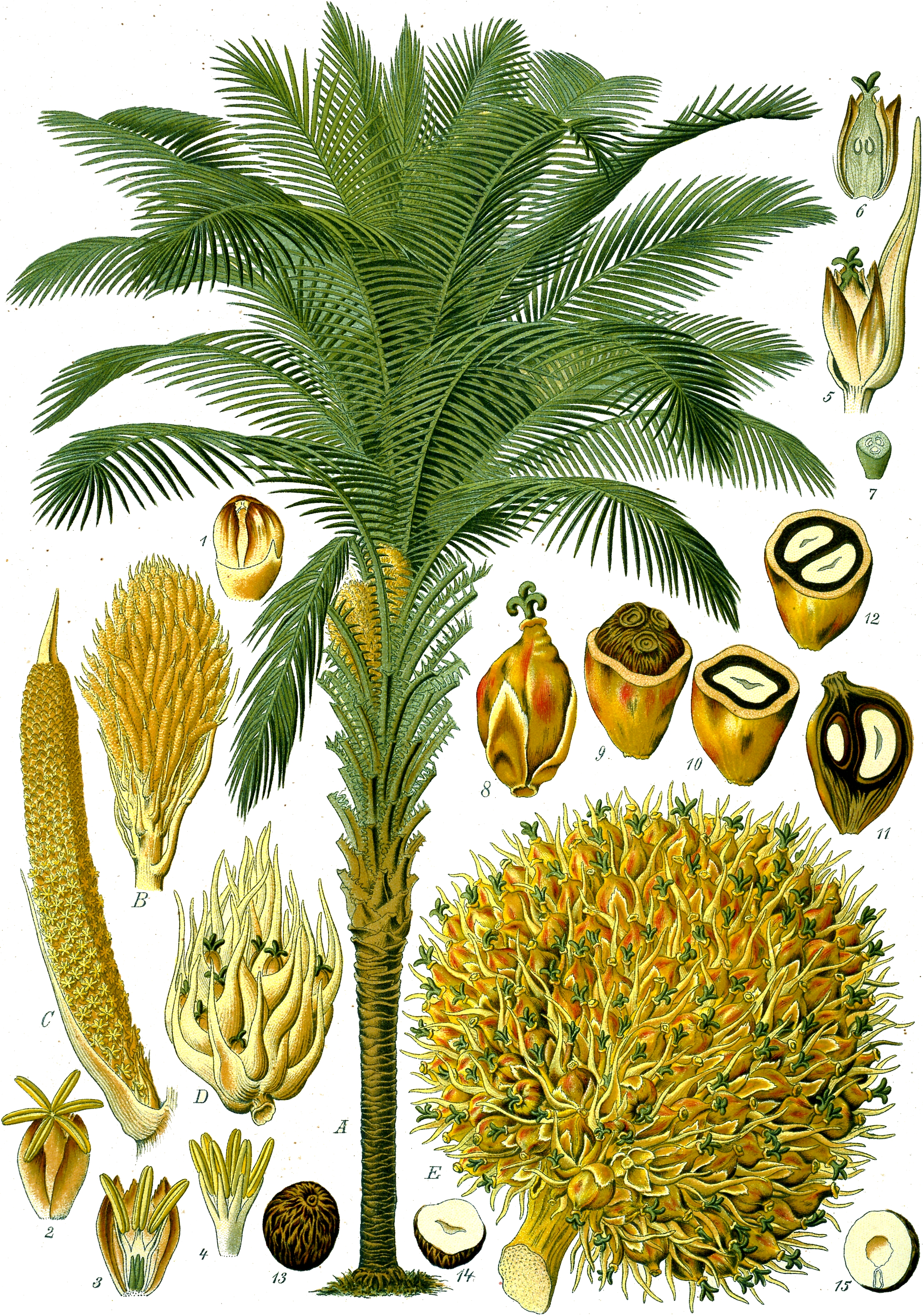
.

Занимаются рыболовством (мужчины морским, женщины речным) и вручную выращивают рис, маниок, масличную пальму. Также распространено плетение, ткачество, гончарство, изготовление каноэ и рыболовных снастей. Заготовка сушеной рыбы, которой снабжаются соседние народы, а также выпаривание соли из морской воды являются неотъемлемой частью их дейтельности (Попов, 1999. С. 113).

## Социальная организация и образ жизни
Живут большими семьями в общинах, где развиты матрилинейные роды, тайные союзы (мужской Поро, женские Бунду, Тунту, Тома), возрастные институты. Патрилокальный брак, имеют место полигамия, сорорат, левират, покупной брак.
Проживают в хижинах круглой или прямоугольной формы, крыши которых состоят из пальмовых листьев. Рядовые поселения. Питаются растительной (кашами, печеными и вареными корнеплодами с пальмовым маслом, похлебками) и рыбной пищей. Доминирует европейский стиль одежды (Громыко,1986. С. 92).

### Религия
Верховным небесным духом — демиургом считают Хобатоке. Почитают предков и духов воды. Несмотря на традиционные верования, большинство населения (99 %) католики и протестанты(Попов, 1999. С. 113).

### Культура
У буллом богатая культура, которая отличается от культур других этнических групп Сьерра-Леоне и близка к западной культуре и идеалам. Единственно другая этническая группа Сьерра-Леоне, чья культура похожа ни их (с точки зрения восприятия западной культуры), это народ криолы. Буллом и криолы являются близкими союзниками и в целом вступали в брак друг с другом без каких-либо возражений ещё с 1790-х годов (Попов, 1999. С. 113).